# Flectonotus fissilis
Flectonotus fissilis és una espècie de granota endèmica del Brasil.
Viu a les muntanyes del sud-est del Brasil, entre 500 i 1800 metres d'altura als estats de Rio de Janeiro, São Paulo i Espírito Santo. És una espècie molt comuna que pot viure gairebé a qualsevol lloc amb arbres, incloent hàbitats degradats, tot i que pels seus hàbits reproductors necessita bromeliàcies per criar.
La femella tragina els ous a l'esquena i quan surten els capgrossos els allibera als dipòsits d'aigua de les bromeliàcies (algunes plantes d'aquesta família són epífites i acumulen aigua de pluja en una mena de dipòsit que formen amb una roseta de fulles).